# Státní zkouška
Státní zkouška je označením určitého zjišťování vědomostí, znalostí a schopností, které ověřuje a ukončuje nabytí jisté formální kvalifikace. Označením zkoušky jako státní se zde rozumí ovlivnění podoby, formy nebo struktury této zkoušky, na které má tedy přímý či nepřímý vliv stát – kupř. ji přímo organizuje prostřednictvím státních institucí, nebo ji vymezuje a reguluje legislativně (zákonem, nařízením, vyhláškou apod.). Státní zkouška se zpravidla skládá z několika různých částí, přičemž k řádnému zakončení je nutné úspěšně absolvovat všechny části. Úspěšné složení státní zkoušky a tedy formální nabytí jisté kvalifikace může být předpokladem pro výkon určitých profesí. Dříve byla podmínkou pro výkon některých státem zabezpečovaných profesí jako např. soudce, gymnaziální profesor atp.

## Státní zkoušky na vysokých školách v České republice
Studium na vysoké škole v Česku se řádně ukončuje určitým typem státní zkoušky, které upravuje vysokoškolský zákon (tedy v současnosti zákon č. 111/1998 Sb., o vysokých školách, ve znění pozdějších předpisů). Ústní část se skládá před zkušební komisí (státnicová komise), přičemž průběh i vyhlášení výsledků jsou veřejné.
Státnicové komise mívají v ČR většinou tři, případně čtyři, členy (minimálně však zpravidla tři), přičemž předsedou státnicové komise musí být vždy docent, profesor, či jiný významný odborník v daném oboru (např. doktor věd). Ostatní členové této komise, která hodnotí danou zkoušku, většinou musejí mít alespoň ukončené vědecké (postgraduální) vzdělání, tedy doktorský studijní program (Ph.D.), resp. zastávat alespoň pozici odborného asistenta. O výběru a jmenování příslušných členů státnicových komisí většinou rozhoduje vedení dané vysoké školy, resp. její součásti (fakulty, vysokoškolského ústavu...), dle vnitřních předpisů (statutu). Vedením se zde myslí rektor, příp. prorektor, děkan, příp. proděkan, event. ředitel ústavu apod. Dalším účastníkem zkoušky (přísedícím), který však není členem státnicové komise, tedy na hodnocení se nepodílí, a má zde na starosti pouze administrativně-technické zajištění zkoušky, může být zapisovatel. Tuto funkci většinou může vykonávat kupř. student v doktorském studijním programu (doktorand), či asistent.
Právo zkoušet u státnic tak zpravidla mají pouze profesoři, docenti a další odborníci schválení vědeckou radou příslušné vysoké školy, případně i jiní významní odborníci v daném oboru, které může jmenovat Ministerstvo školství, mládeže a tělovýchovy České republiky (MŠMT).
Současný vysokoškolský zákon pak rozlišuje jednotlivé státní zkoušky, které jsou uvedeny níže. Jednotlivé zkoušky se mohou na různých institucích lišit a též především vzhledem k odlišnostem mezi jednotlivými oblastmi (event. obory), podrobnosti bývají určeny kupř. jednotlivými vnitřními předpisy fakult atp.

### Státní závěrečná zkouška
Státní závěrečná zkouška (státnice, SZZ) se skládá v bakalářském studijním programu, jejíž součástí je zpravidla i obhajoba bakalářské práce. Rovněž se příslušná státní závěrečná zkouška skládá v magisterském studijním programu, jejíž součástí je obhajoba diplomové (magisterské) práce (vyjma lékařských oborů, viz níže).

### Státní rigorózní zkouška
Státní rigorózní zkouška (rígo, rigorózum, rigorózní zkouška) se (jakožto obligatorní) skládá v magisterském studijním programu v oblasti všeobecného lékařství, zubního lékařství, veterinárního lékařství a veterinární hygieny. V tomto případě se jedná o standardní, řádné, zakončení studia těchto studentů – ze zákona zde tedy v těchto případech přímo nevyplývá povinnost obhájit rigorózní práci; nicméně v některých těchto lékařských oborech se tato práce zhotovuje, v jiných nikoli, vždy dle akreditované skladby příslušného studijního oboru. Dále ji mohou složit (jakožto fakultativní) ti, kteří již dosáhli titulu magistr (Mgr.), a to jako dodatečnou a placenou zkoušku pro absolventy magisterského studijního programu v ostatních oblastech. V tomto případě je nutné zhotovení rigorózní práce a ze zákona zde tedy v těchto případech i přímo vyplývá povinnost obhájit rigorózní práci.

### Státní doktorská zkouška
Státní doktorská zkouška (doktorská zkouška, doktorandská zkouška, SDZ) se skládá v doktorském studijním programu (Ph.D.), studium se pak řádně ukončuje státní doktorskou zkouškou a veřejnou obhajobou disertační práce, kterými se prokazuje schopnost a připravenost k samostatné činnosti v oblasti výzkumu nebo vývoje nebo k samostatné teoretické a tvůrčí umělecké činnosti. Oproti předchozím musí ze zákona disertační práce obsahovat původní a uveřejněné výsledky nebo výsledky přijaté k uveřejnění.

## Státní jazykové zkoušky v České republice
Zvláštními státními zkouškami jsou státní jazykové zkoušky (základní, všeobecné a speciální pro překladatele či tlumočníky), které mohou za podmínek stanovených vyhláškou (č. 33/2005 Sb., o jazykových školách s právem státní jazykové zkoušky a státních jazykových zkouškách, ve znění pozdějších předpisů) realizovat příslušné jazykové školy; tyto zkoušky jsou placené. Státní jazykovou zkouškou se ověřuje stupeň osvojení cizího jazyka v rozsahu stanoveném podle druhu státní jazykové zkoušky zkušebním řádem pro tyto zkoušky v jazykových školách. Komise pro státní jazykové zkoušky je zpravidla tříčlenná a tvoří ji předseda komise a dva členové. Členy zkušební komise jsou pedagogičtí pracovníci s odbornou kvalifikací k výuce příslušného cizího jazyka.

### Státní jazykové zkoušky základní
Státní jazykové zkoušky základní odpovídají úrovni B2 Společného evropského referenčního rámce pro jazyky.

### Státní jazykové zkoušky všeobecné
Státní jazykové zkoušky všeobecné odpovídají úrovni C1 Společného evropského referenčního rámce pro jazyky.

### Státní jazykové zkoušky speciální
Státní jazykové zkoušky speciální lze vykonat pro obor překladatelský a pro obor tlumočnický. Státní jazykové zkoušky speciální odpovídají úrovni C2 Společného evropského referenčního rámce pro jazyky. Tuto zkoušku mohou vykonat uchazeči, kteří již úspěšně vykonali státní jazykovou zkoušku všeobecnou. Jazyková škola též může povolit vykonání této speciální zkoušky bez předchozího vykonání státní jazykové zkoušky všeobecné v případě, že uchazeč předloží doklad o vykonání jazykové zkoušky, která svým obsahem a rozsahem odpovídá příslušné všeobecné zkoušce. Touto příslušnou zkouškou má uchazeč prokázat hluboké znalosti a vysokou míru osvojení cizího jazyka, jistotu v jazykových dovednostech a schopnostech specifických pro různé obory v rozsahu stanoveném rámcovým a školním vzdělávacím programem pro vyšší speciální kurzy jazykových škol.

## Ostatní státní zkoušky v České republice
Státní zkouškou se ukončuje též získání kvalifikace kupř. k řízení drážních vozidel. Zkouška se v tomto případě koná před komisí Drážního správního úřadu.
Za další státní zkoušku lze považovat též maturitní zkoušku (blíže: státní maturita); profilovou část v tomto případě mají na starosti jednotlivé školy, státní část pak spadá pod CERMAT (MŠMT).